# ایلماری کینانن
ایلماری کینانن (فنلاندی: Ilmari Keinänen; ۵ نوامبر ۱۸۸۷ – ۸ نوامبر ۱۹۳۴) ژیمناست هنری اهل فنلاند بود.